# Hans Ludwig von Oppell
Hans Ludwig von Oppell (* 26. Juni 1800 in Krumhermsdorf; † 29. Juli 1876 in Kleinzschachwitz) war ein deutscher Polizeidirektor, Amtshauptmann und der Begründer des Dresdner Hechtviertels.

## Familie

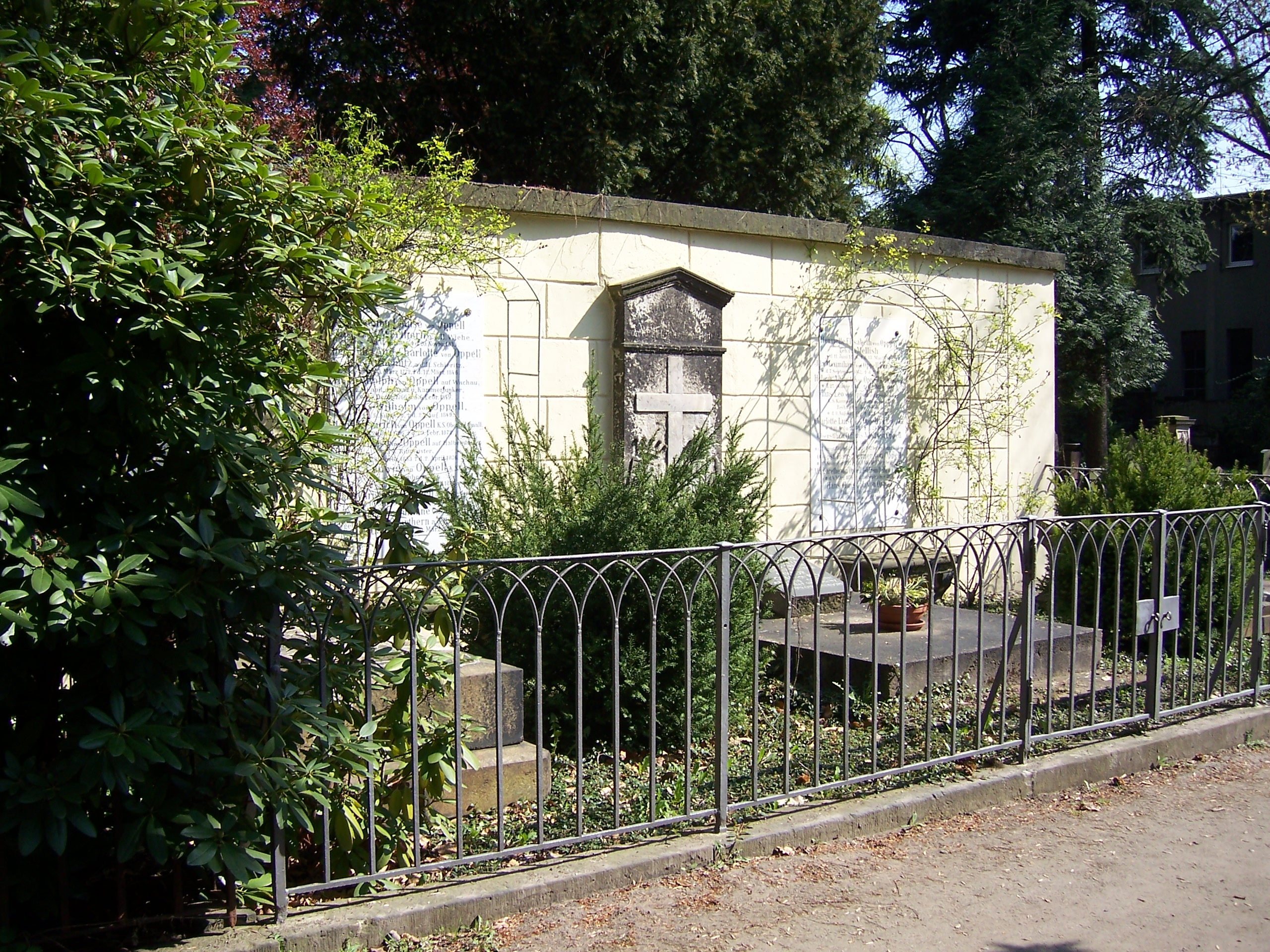
Grab von Hans Ludwig von Oppell auf dem Inneren Neustädter Friedhof

Hans Ludwig von Oppell wurde im Jahr 1800 als Sohn von Hans Adolf von Oppell (1767–1849) und Henriette Charlotte Auguste von Schleinitz (1772–1846) geboren. Sein Vater gehörte ab 1798 als Kammerjunker dem sächsischen Hofstaat an. Sein älterer Bruder Hans Heinrich von Oppell (1796–1872) war Adjutant des Prinzen Johann von Sachsen. Hans Ludwig heiratete 1833 Susanne Maximiliane Freiin von Werthern aus dem Hause Wiehe (1785–1866). Ihr gemeinsamer Sohn Hans Leo von Oppell (1846–1915) war sächsischer Kammerherr und Rittmeister.

## Leben und Wirken
Hans Ludwig von Oppell bekleidete das Amt eines Geheimen Regierungsrats in der Kreisdirektion Dresden des Königreichs Sachsen.
Im Regulativ über die Organisation der Dresdner Polizeibehörde vom 11. Juni 1831 wurde festgelegt, dass die Sicherheits- und Wohlfahrtspolizei in Dresden im staatlichen Auftrag von einer städtischen Behörde verwaltet werden sollte, der Polizeideputation Dresden. Im Jahr 1853 wurde die Sicherheitspolizei wieder an den Staat abgegeben und von der Polizeidirektion Dresden wahrgenommen. Von Oppell war in dieser Zeitspanne Polizeidirektor in Dresden. In den Jahren 1836 bis 1841 erwarb er insgesamt 23 Hektar Land im heutigen Dresdner Stadtteil Leipziger Vorstadt. Dieses Gelände war bis 1833 von der sächsischen Armee als Artillerieübungsplatz genutzt worden und daher nahezu unbebaut. Die Fläche wurde damals „Auf dem Hecht“ genannt, da ein Weg hindurchführte, der zum Weinberg des Försters Hecht führte, wo sich auch die Gastwirtschaft „Zum Blauen Hecht“ befand. Von Oppell plante den Bau einer Wohnsiedlung auf dem Gelände. Im Jahr 1842 bekam er die Baugenehmigung und die ersten Wohnhäuser und Wirtschaftsgebäude, der sogenannte „Neue Anbau auf den von Oppellschen Feldern“, wurden errichtet. In der Dresdner Bevölkerung wurde das neue Stadtviertel als Oppellvorstadt bezeichnet. Es entwickelte sich in den folgenden Jahrzehnten zu einem dicht bebauten Arbeiterwohnviertel und erhielt den Namen Hechtviertel.
Der russische Kaiser Nikolaus I. verlieh von Oppell im Jahr 1838 den St.-Annen-Orden 2. Klasse.

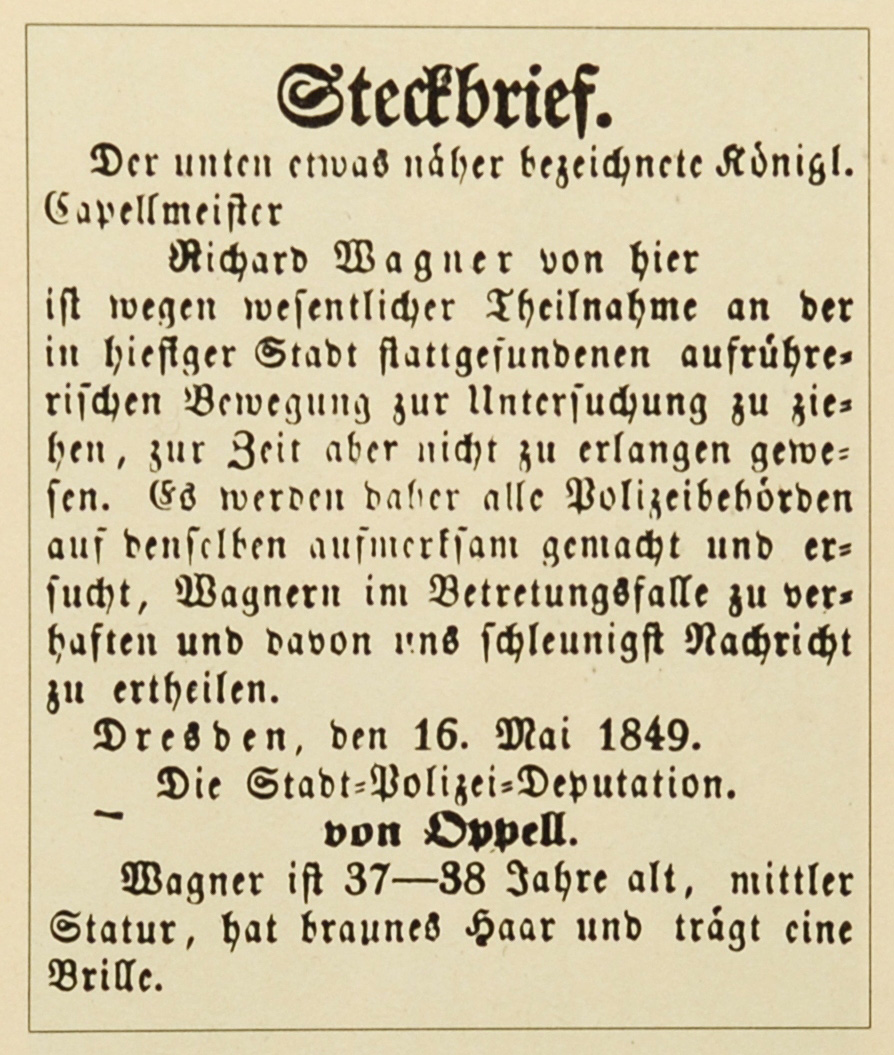
Wagners Steckbrief von 1849

Nach dem Dresdner Maiaufstand 1849 (siehe auch Revolutionen 1848/49 in Sachsen)
ließ von Oppell Revolutionäre suchen und verhaften. Unter anderem ließ er Richard Wagner steckbrieflich suchen.
Hans Ludwig von Oppell starb 1876 und wurde auf dem Inneren Neustädter Friedhof beigesetzt.

## Rezeption

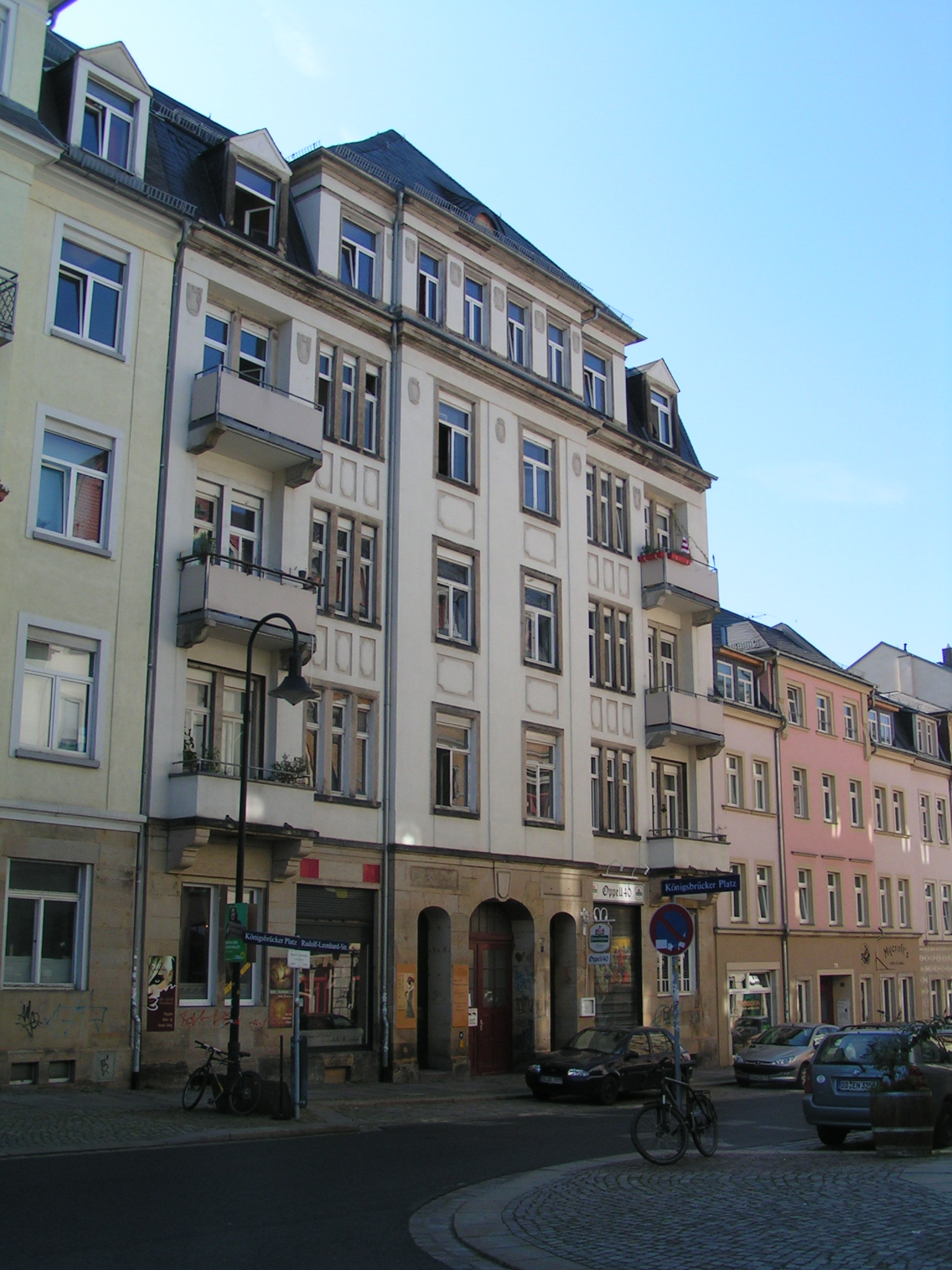
Das Oppell 40 im Dresdner Hechtviertel

Das heutige Hechtviertel wurde im Volksmund lange Zeit als Oppellvorstadt bezeichnet. Eine Straße im neu entstandenen Stadtviertel hieß ab 1859 Oppellstraße, diese wurde 1956 in Rudolf-Leonhard-Straße umbenannt. Heute trägt eine Kneipe in der Rudolf-Leonhard-Straße 40 den Namen Oppell 40.